# Aphonoides rufescens
Aphonoides rufescens är en insektsart som beskrevs av Ichikawa 2001. Aphonoides rufescens ingår i släktet Aphonoides och familjen syrsor. Inga underarter finns listade i Catalogue of Life.